# レイリー＝フェイバー＝クラーンの不等式
数学のスペクトル幾何学の分野において、レイリー＝フェイバー＝クラーンの不等式（レイリー＝フェイバー＝クラーンのふとうしき、英: Rayleigh–Faber–Krahn inequality）は、その成立を予想したレイリー卿と、それをそれぞれ独自に証明したジョージ・フェイバーとエドガー・クラーンの名にちなむ、{\displaystyle \mathbb {R} ^{n}}, {\displaystyle n\geq 2} 内のある有界領域上のラプラス作用素の最小のディリクレ固有値に関する不等式である。この不等式では、その第一ディリクレ固有値は、同じ体積のユークリッド球の対応するディリクレ固有値より小さくはならないことが示される。さらに、その第一ディリクレ固有値が対応する球のそれと等しいなら、その領域は実際に球でなければならない意味で、その不等式は rigid である。
より一般に、フェイバー＝クラーンの不等式は、等周不等式が成立する任意のリーマン多様体において成立する。